# فلت تاپ، شهرستان جفرسون، آلاباما
فلت تاپ (به انگلیسی: Flat Top) یک منطقهٔ مسکونی در ایالات متحده آمریکا است که در شهرستان جفرسون، آلاباما واقع شده‌است. فلت تاپ ۱۰۴٫۸۵ متر بالاتر از سطح دریا قرار دارد.